# Jaume Pont Ibáñez
Jaume Pont Ibáñez   (Lleida, 1947) és un poeta i crític literari català. Llicenciat en Filosofia i lletres, ha estat catedràtic de Literatura espanyola moderna i contemporània de la Universitat de Lleida. És fundador de la revista Quaderns de Ponent i membre de l'AELC, de l'Associació Internacional d'Hispanistes i del PEN Català. Ha col·laborat a Avui, Destino, Ínsula, Cuadernos Hispanoamericanos, Serra d'Or, Lletra de Canvi, Cuadernos del Norte, La Vanguardia, Ampit i Cairell. El 1982 va rebre el Premi Vicent Andrés Estellés de poesia; el 1991 i el 1997 el Premi Crítica Serra d'Or de poesia per Raó d'atzar i per Vol de cendres respectivament; el 2000, el Premi de la Crítica de poesia catalana per Llibre de la frontera; el 2006, el Premi Carles Riba per Enlloc. Per al Dia Mundial de la Poesia de 2015 va escriure el poema "Illa Escrita", traduït a múltiples llengües.

## Obres

### Poesia
- Límit(s) (1976)
- Els vels de l'eclipsi (1980)
- Jardí bàrbar (1981)
- Divan (1982)
- Raó d'atzar (1990)
- Vol de cendres (1996)
- Llibre de la frontera: de Musa Ibn-Al-Tubbi (2000)
- Enlloc (2007)
- Càntic d'ombres (Renga) (2017)
- Mirall de negra nit (2020)[6]

### Estudis literaris
- La nova poesia catalana: estudi i antologia (1980)
- El corrent G.V.: l'obra poètica de Guillem Viladot (1986)
- El Postismo: un movimiento estético-literario de vanguardia. Estudio y textos (1987)